# DJ mix
Una mezcla de DJ (más conocido en inglés como DJ mix o DJ mixset) es una secuencia de pistas musicales que generalmente se mezclan para presentarse como una pista continua. Las DJ mix generalmente se realizan usando un mezclador de DJ (DJ mixer) y múltiples fuentes de sonido, como giradiscos, reproductores de CD, reproductores de audio digital o tarjetas de sonido de computadora, a veces agregándole samplers y unidades de efectos, aunque es posible crear uno usando un software de edición de sonido.
La mezcla DJ difiere de la mezcla de sonido en sonido vivo (live sound mixing). Los servicios de remezcla surgieron a fines de la década de 1970 para proporcionar música que los DJ mezclaran más fácilmente para la pista de baile. Uno de los primeros DJs en refinar sus habilidades de mezcla fue DJ Kool Herc. Francis Grasso fue el primer DJ en usar auriculares y una forma básica de mezcla en el club nocturno Sanctuary de la ciudad de Nueva York. Tras su lanzamiento en 2000, Perfect Presents: Another World de Paul Oakenfold se convirtió en el álbum de mezclas de DJ más vendido en los Estados Unidos.

## Música

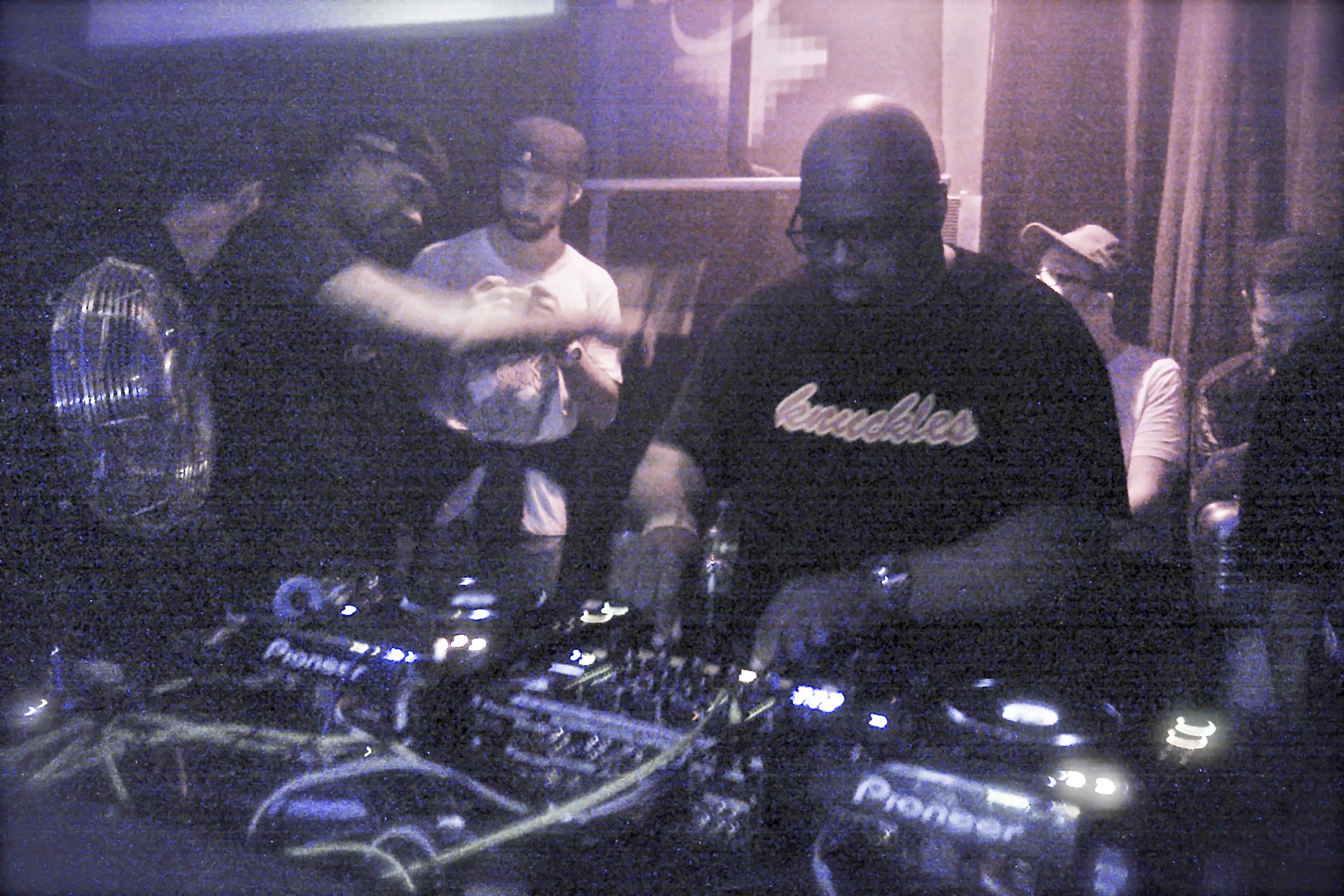
Frankie Knuckles, conocido como the Godfather of House («el Padrino del House»).

Un DJ mezcla música de géneros que encajan en el término más general de música electrónica de baile (EDM). Otros géneros mezclados por DJ son el hip hop, el breakbeat y la música disco. Se pueden usar un repetitivo Four-on-the-floor (es decir, 4 negras en un compás 4/4) para poder mezclar pistas fácilmente y mantener a todo el club en pie. Dos características musicales muy usadas en DJ mixing son: una línea de bajo (bassline) dominante y los beats repetitivos. La música mezclada por DJs generalmente tiene un tempo que va desde 120 bpm hasta 160 bpm.

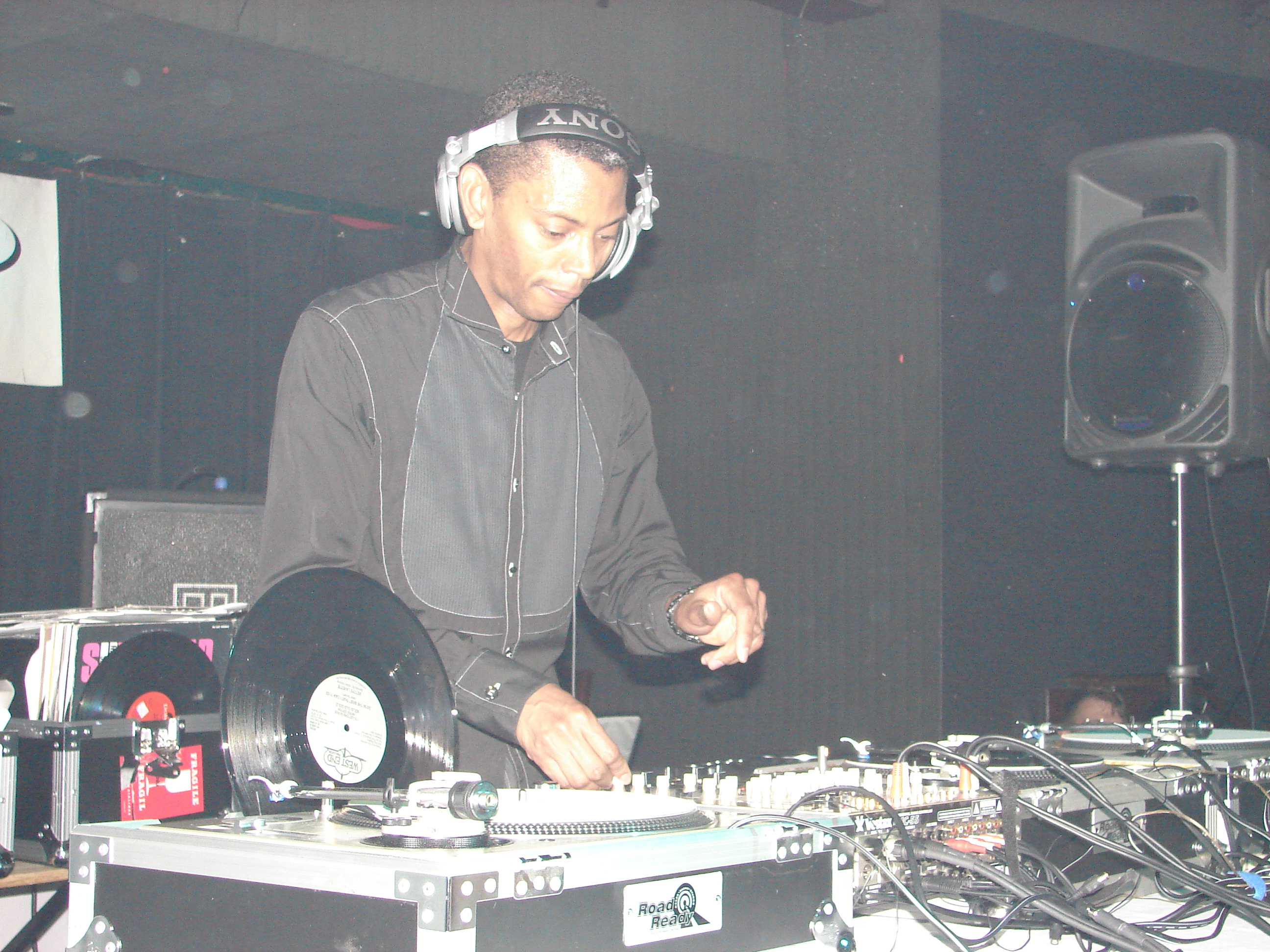
El DJ de techno Jeff Mills The Wizard («el Brujo»), mezclando.

## Técnica

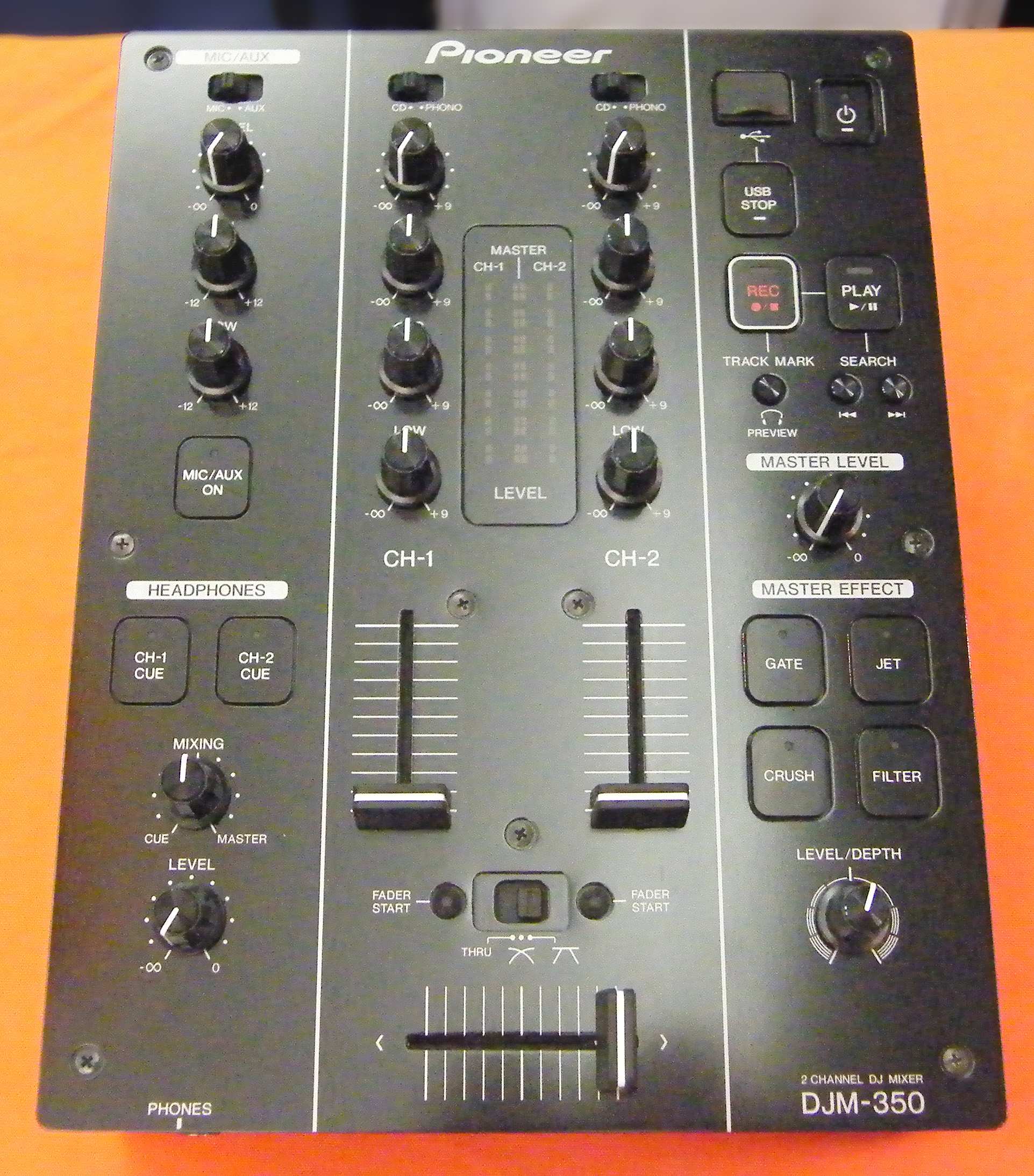
Modelo Pioneer DJM 350 mixer

Un conjunto de mezclas de DJ (DJ mixset) generalmente se realiza en vivo frente a una audiencia en una discoteca, fiesta o rave. Los conjuntos de mezclas también se pueden realizar en vivo en la radio o grabarse en un estudio. Los métodos de mezcla varían ligeramente según los géneros musicales que se reproducen. Los DJ de house y trance tienden a mezclar suavemente («mano invisible»), mientras que los DJ de hip-hop pueden usar turntablism, scratching y otras técnicas de corte. Algunos DJ, particularmente aquellos que mezclan Goa trance, pueden preferir mezclar durante un break en el que, en lugar de beats, se combinan sonidos wash de sintetizador. Además, la calidad de esta mezcla se puede refinar mediante una mezcla armónica (harmonic mixing) que evite los tonos disonantes.

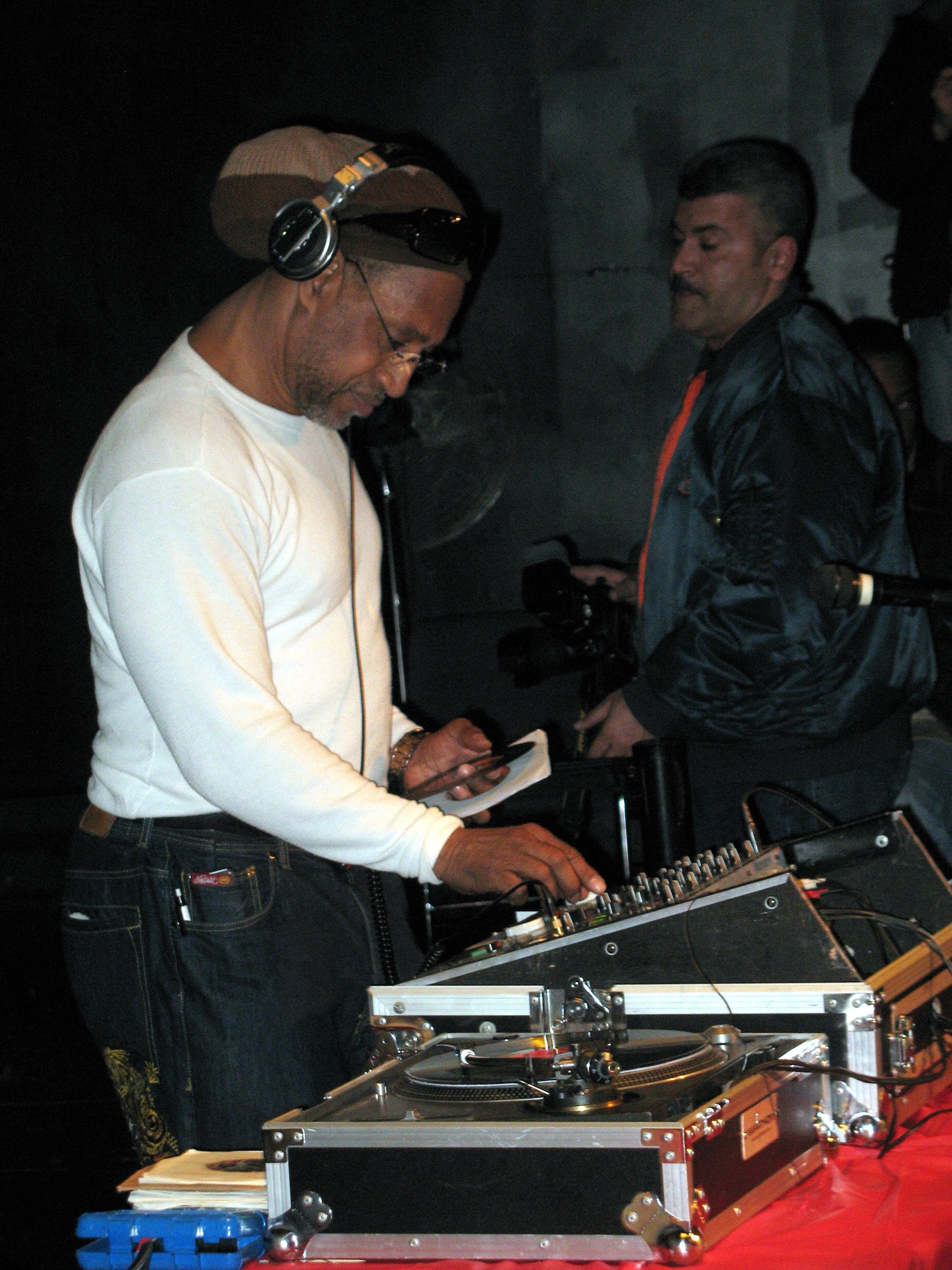
El maestro del hip-hop DJ Kool Herc en South Bronx.

Cuando se pincha en vivo (live), la progresión del set de DJ es un proceso dinámico. El DJ elige pistas (tracks) en parte en respuesta a la actividad en la pista de baile. Si la pista de baile se vuelve menos activa, el DJ decidirá qué pista podría aumentar la actividad en la pista de baile. Esto puede implicar cambiar el tempo o cambiar el estado de ánimo general del ambiente. Esto depende también de a dónde el DJ desea llevar a su audiencia. De esta manera, el conjunto de mezclas resultante se produce a través de una relación simbiótica entre el público y el DJ. Los DJ de estudio tienen el lujo de pasar más tiempo en su mezcla, lo que a menudo conduce a producciones que nunca podrían realizarse en tiempo real.
La mezcla de DJ tradicional con vinilo requería que el DJ sincronizara el tempo de las pistas, así como modificar el volumen y la ecualización de cada pista para obtener una mezcla suave. Los DJ pueden usar el crossfader de un mezclador para cambiar de una pista a otra. El crossfade es un efecto de transición entre una canción y otra, por el cual la canción que está terminando empieza a descender progresivamente su volumen mientras la que va a empezar hace justo lo contrario, aumentarlo paulatinamente. También se puede usar manualmente el control del volumen.
Mezclar generalmente se realiza usando auriculares y un altavoz del monitor (altavoz que va dirigido al DJ). Del DJ se requiere que desarrolle una habilidad auditiva específica donde el tempo de cada pista debe distinguirse mientras se escucha más de una pieza musical. El uso de discos compactos y reproductores como el CDJ por DJ trajo avances tecnológicos para el DJ que realiza una mezcla que incluye una lectura de los bpm y una representación visual del ritmo. La tecnología informática moderna ha permitido el beatmatching automático y ha provocado un debate sobre su uso, que a veces se describe como tramposo. El software de DJ proporciona el beatmatching automático y la detección de teclas que simplifica la mezcla armónica.

## Legalidad
Para su lanzamiento comercial, las DJ mixes a menudo necesitan muchas autorizaciones y licencias de derechos de autor. La gran mayoría de las mezclas de DJ a lo largo de los años solo han sido legales en la medida en que los titulares de derechos de autor generalmente no eligen emprender acciones legales contra el DJ por el uso autorizado de su material.

## Tipos de Dj Mixing
Existen varios tipos de dj mixing, los cuales son:
- Dj Set: El Dj empata canciones por medio del odio u ayuda visual de algún software de mezclas. Comúnmente utilizado en la mayoría de géneros.

- Live Set: En este caso, cada vez más común, el Dj hace las mezclas por medio de algún software como Ableton Live. El empate de canciones a oído como en el Dj Set desaparece y los Djs empatan las canciones en una secuencia antes de tocarlas. Muchas veces el Live Set es confundido con el Live Act, en donde el Dj o productor tocan la música en vivo con instrumentos y/o secuencias en programas de producción musical como Ableton Live.
- Dj Mixtape: Algunos géneros como el Jazz o Hip-Hop son mucho más difíciles de empatar que, por ejemplo, el House. Por lo que la mayoría de Djs de estos géneros optan por hacer una especie de mixtape en donde el Dj hace la mejor selección de música posible y reproduce las canciones una tras otra intentando no dejar espacio entre canción y canción. Comúnmente, se reproduce el intro de una canción antes de que termine la otra, tratando por medio de la mesa de mix que se escuchen bien al mismo tiempo el intro y el outro de la canción entrante y saliente. También, pero menos común, se puede hacer el cambio de canción en una parte tranquila de alguna parte de la canción sin necesariamente esperar al final.

## Distribución
Los DJ a menudo distribuyen sus mezclas grabadas en CD-R o como archivos de audio digital a través de sitios web o podcasts con fines promocionales. Muchos DJ populares lanzan sus mezclas comercialmente en un disco compacto. Cuando los conjuntos de mezclas de DJ se distribuyen directamente a través de Internet, generalmente se presentan como un único archivo de audio ininterrumpido; El DJ o sus fanes pueden proporcionar hojas de referencia para permitir que el conjunto se grabe en un CD, o se escuche, como una serie de pistas separadas en la forma en que se produciría como una mezcla comercial.